# 過氧化鍶
過氧化鍶 （SrO2），一種白色化合物，是鍶的過氧化物，因有氧化性而被用作漂白劑，其CAS號為[1314-18-7]。